# Ángel José Nieto González
Ángel José Nieto González (Madrid, 1 de marzo de 1942) es un compositor español conocido como tal también bajo el nombre José Nieto. A lo largo de su carrera se ha especializado en la composición de música de películas y de series de televisión.

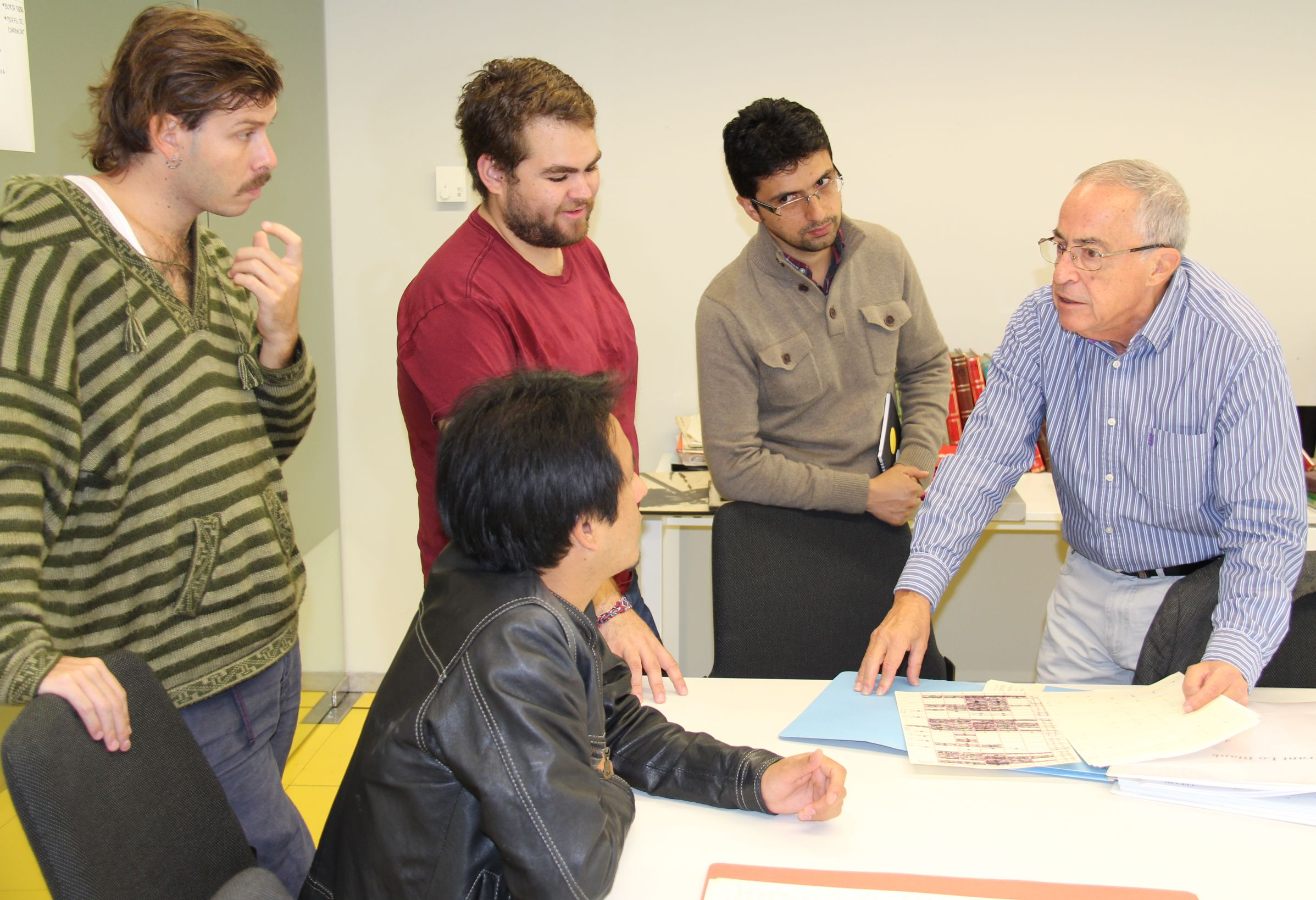
El compositor José Nieto imparte una clase magistral a estudiantes del Conservatorio del Liceu de Barcelona con las partituras depositadas en la Filmoteca de Catalunya.

## Formación profesional
En 1958 comenzó tocando la batería en el grupo musical Los Pekenikes. Ya en 1962 comienza su carrera profesional, como instrumentista, en conjuntos de jazz y otras orquestas. Poco después, empieza a colaborar como arreglista en diferentes compañías discográficas con cantantes como Julio Iglesias, Massiel, Nino Bravo, Vainica Doble, Joe y Luis, Marisol (en su disco Galería de perpetuas. Canciones para mujeres) y Cecilia. Cabría destacar su trabajo con el grupo Aguaviva, tanto como arreglista, como compositor y productor. En 1970 debuta en el cine componiendo la música de la película La Lola, dicen que no vive sola de Jaime de Armiñán, iniciando así su carrera fílmica.
En 1987 compuso la música del largometraje El Lute: camina o revienta, de Vicente Aranda, quien reconocía que tras haber renunciado a poner música en sus películas, por las malas experiencias acumuladas y por su poca capacidad para entender el papel de la música, volvió a utilizar la música en su cine gracias a José Nieto. Con él mantiene una colaboración permanente a partir de este trabajo, aportando bandas sonoras muy significativas como Amantes, La pasión turca, Libertarias, Celos, Juana la loca, Carmen o Luna caliente que sería la última película dirigida por Vicente Aranda. Para la televisión ha compuesto sobre todo la música de series españolas, tanto documentales (El arca de Noé), como de temas históricos (Teresa de Jesús o Los jinetes del alba), aunque también ha trabajado en series internacionales como "Capitán Cook" o "Armada" y para la BBC en series como "Crusades" o "The End of the World".
Fuera del ámbito cinematográfico y televisivo, ha colaborado en teatro, entre otros, con Miguel Narros en “El burlador de Sevilla” y “Salomé”, con María Ruiz en la “Serrana de la Vera” y “ El retrato de Dorian Gray”, con José Luis Gómez en “Bodas que fueron famosas del Pingajo y la Fandanga” y en “La vida es sueño”, con Adolfo Marsillach en “Los locos de Valencia” y con Josefina Molina en “No puede ser…”.
En 1992 compone la música para el espectáculo del lago de la Expo de Sevilla, la del espectáculo de La Cartuja "¡Ojalá!" en 1993 y la inauguración de los Campeonatos Mundiales de Atletismo de 1999, que incluye el tema Sevilla mundial que se hizo muy popular al ser utilizado como sintonía del programa de radio de  Carlos Herrera. Así mismo, es el autor de la música “Una Aventura Universal” (1997-2004) de Port Aventura. También es el autor de la banda sonora del espectáculo Fiestaventura, del parque temático Español Port Aventura, que obtuvo el premio TEA al mejor espectáculo en directo del mundo en el año 2000.
Una de sus actividades más importantes, aunque quizás menos conocida, es su trabajo en el ámbito del ballet. Sus obras en este campo incluyen "Tres Danzas Españolas", "Ritmos", "Romance de Luna", "Don Juan Tenorio", “Dualia” y “El Corazón de Piedra Verde”, todas ellas compuestas para el Ballet Nacional de España. 
Para la Compañía Andaluza de Danza ha compuesto “Picasso: Paisajes” y, por encargo de la Bienal de Flamenco de Sevilla del año 2012, “Sortilegio de Sangre”, sobre  “Macbeth” de Shakespeare.

## Labor docente
José Nieto ha desarrollado una intensa actividad docente dando cursos sobre música cinematográfica y sonido en escuelas y universidades nacionales y extranjeras. Ha dirigido desde  1996 hasta el 2010 el departamento de sonido de la Escuela de Cine y Audiovisual de  Madrid  (ECAM) y actualmente es profesor de la Escuela de Cine y Audiovisual de Barcelona  (ESCAC).
Ha impartido cursos regularmente desde el año 1993 en el Aula de Música de Barcelona y actualmente da clases de composición y música para el cine en el Conservatorio del Liceo. Ha dado clases en la Escuela Internacional de Cine  de San Antonio de los Baños de Cuba y en la Berklee School of Music de Boston. Así mismo ha impartido seminarios y conferencias en los cursos de verano de la Universidad Complutense de Madrid en El Escorial, la Universidad Menéndez  Pelayo de Santander, en la Universidad de Granada y en cursos y máster de la Universidad Internacional de Andalucía en Baeza y de la Politécnica de Valencia.

## Papel de la música en el cine
En opinión del compositor la música es una opción estética, que puede ponerse o no en una película, es una cuestión de estilo. El director es el responsable final de la película y, desde ese punto de vista, el resto de profesionales pueden opinar, pero no imponer su criterio. En caso de no estar de acuerdo con los criterios del director José Nieto piensa que lo que hay que hacer es retirarse del proyecto. Es lo que le ocurrió con Milos Forman en Los fantasmas de Goya, puesto que los criterios del realizador y del compositor en la forma de aplicar la música en la película eran diferentes.

## Premios y candidaturas
Entre otros premios ha recibido 3 veces el premio del Círculo de Escritores Cinematográficos, 6  veces el premio Goya a la mejor música de la Academia de las Ciencias y las Artes Cinematográficas y la Espiga de Oro en la 41 Semana Internacional de Cine de Valladolid. Es el primer compositor que obtiene el Premio Nacional de Cinematografía (año 2000). 
En el 2001 obtiene el premio de la Academia de las Artes y las Ciencias de la Música al mejor álbum de banda sonora de la película Juana la Loca y en 2003 por el de Carmen. Ese mismo año recibió también el premio Max de teatro por la música de El burlador de Sevilla.
Premios Goya
| Categoría              | Año  | Película                    | Resultado |
| ---------------------- | ---- | --------------------------- | --------- |
| Mejor música original  | 1987 | El bosque animado           | Ganador   |
| Mejor música original  | 1989 | Esquilache                  | Nominado  |
| Mejor música original  | 1990 | Lo más natural              | Ganador   |
| Mejor música original  | 1991 | El rey pasmado              | Ganador   |
| Mejor música original  | 1992 | El maestro de esgrima       | Ganador   |
| Mejor música original  | 1993 | Intruso                     | Nominado  |
| Mejor música original  | 1994 | La pasión turca             | Ganador   |
| Mejor música original  | 1996 | El perro del hortelano      | Nominado  |
| Mejor música original  | 2000 | Sé quién eres               | Ganador   |
| Mejor música original  | 2001 | Juana la Loca               | Nominado  |
| Mejor canción original | 2003 | «Cuando me maten» de Carmen | Nominado  |

Medallas del Círculo de Escritores Cinematográficos
| Año  | Categoría    | Película                   | Resultado |
| ---- | ------------ | -------------------------- | --------- |
| 1974 | Mejor música | El amor del capitán Brando | Ganador   |
| 1990 | Mejor música | El rey pasmado             | Ganador   |
| 1991 | Mejor música | La luna negra              | Ganador   |
| 1992 | Mejor música | El maestro de esgrima      | Ganador   |
| 1994 | Mejor música | La pasión turca            | Ganador   |
| 2003 | Mejor música | Carmen                     | Nominado  |

Otros
- Premio Nacional de Cinematografía (2000).

## Partituras originales
En el año 2012 José Nieto depositó su fondo de partituras originales en la Filmoteca de Catalunya.

## Filmografía
- Luna caliente (2009)
- Canciones de amor en Lolita's Club (2007)
- Tirante el Blanco (2006)
- Los fantasmas de Goya (2006)
- Carmen (2003)
- El caballero don Quijote (2002)
- Juana la Loca (2001)
- Sé quién eres (2000)
- Celos (1999)
- Extraños (1999)
- La mirada del otro (1998)
- Finisterre (donde termina el mundo) (1998)
- Pasión en el desierto (1997)
- El perro del hortelano (1996)
- Tu nombre envenena mis sueños (1996)
- Libertarias (1996)
- Bwana (1996)
- Guantanamera (1995)
- Crusades (Documental de TV) (1995)
- La pasión turca (1994)
- De amor y de sombras (1994)
- Días contados (1994)
- Desvío al paraíso (1994)
- Intruso (1993)
- El marido perfecto (1993)
- El amante bilingüe (1993)
- El maestro de esgrima (1992)
- Beltenebros (1991)
- Lo más natural (1991)
- Amantes (1991)
- El rey pasmado (1990)
- La luna negra (1990)
- Los jinetes del alba (1990)
- Esquilache (1989)
- Continental (1989)
- Si te dicen que caí (1989)
- Ciudades perdidas (1989)
- El Lute II: mañana seré libre (1988)
- Amanece, que no es poco (1988)
- Esquilache (1988)
- Nunca estuve en Viena (1988)
- Armada (La armada invencible) (1988)
- El bosque animado (1987)
- El Lute: camina o revienta (1987)
- Monet en España (1987)
- Captain Cook (Capitán Cook) (1987)
- La guerra de los locos (1986)
- Naturaleza ibérica (1986)
- La reina del mate (1985)
- Extramuros (1985)
- El caballero del dragón (1985)
- El rey y la reina (1985)
- La huella del crimen Tema principal (1985)
- Historias de Pepe Carvalho (1985)
- Mala Racha (1985)
- Orden y concierto cortometraje (1984)
- Truhanes (1983)
- El próximo verano (1983)
- Total (1983)
- Cosas de dos (1983)
- Teresa de Jesús (1983)
- La noche del cine español Tema títulos de crédito (1983)
- Fragmentos de interior (1983)
- Hablamos esta noche (1982)
- Ésta es mi tierra (1982)
- Estoy en crisis (1982)
- Pares y nones (1982)
- 7 calles (1981)
- El arca de Noé (1981)
- La mano negra (1980)
- Escrito en América (1978)
- Las flores del vicio (1978)
- Nunca es tarde (1977)
- Sonámbulos (1977)
- Camada negra (1977)
- Los claros motivos del deseo (1977)
- El puente (1977)
- El monosabio (1977)
- Señoritas de uniforme (1976)
- ¡Jo, papá! (1975)
- El poder del deseo (1975)
- Hay que matar a B. (1975)
- El amor del capitán Brando (1974)
- El juego del diablo (1974)
- El vicio y la virtud (1974)
- Un casto varón español (1973)
- Capitán Apache (1971)
- La Lola, dicen que no duerme sola (1970)